# Епархия Святого Петра в Сан-Диего
Епархия святого Петра в Сан-Диего (лат. Eparchia Sancti Petri Apostoli urbis Sancti Didaci Chaldaeorum) — епархия Халдейской католической церкви с центром в городе Сан-Диего, США. Кафедральным собором епархии святого Петра в Сан-Диего является собор Святого Петра.

## История
21 мая 2002 года римский папа Иоанн Павел II издал буллу Nuper Synodus, которой учредил епархию святого апостола Петра в Сан-Диего, выделив её из епархии Святого Фомы в Детройте.

## Ординарии епархии
- епископ Sarhad Yawsip Hermiz Jammo (21.05.2002 — по настоящее время).

## Источник
- Annuario Pontificio, Libreria Editrice Vaticana, Città del Vaticano, 2003, ISBN 88-209-7422-3
- Булла Nuper Synodus  (лат.)